# Трагические истории

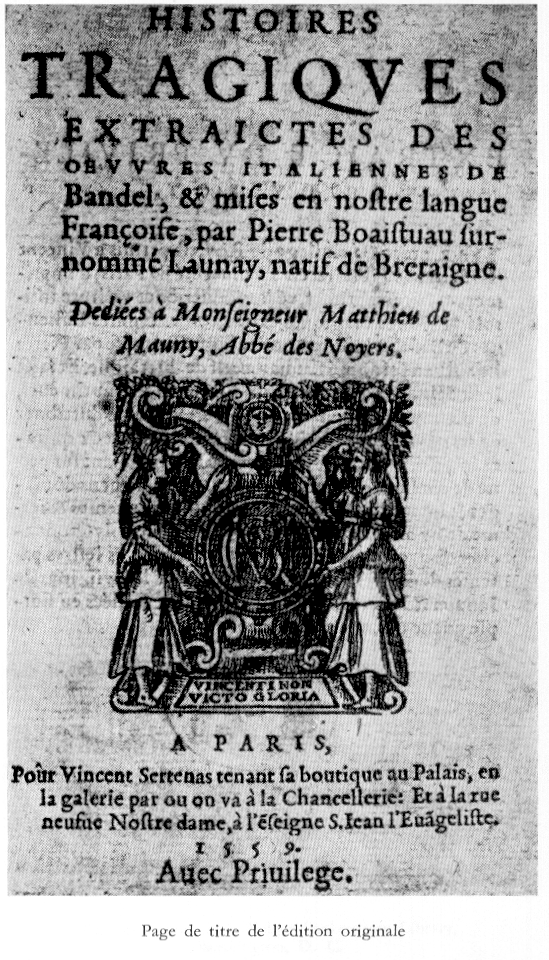
Первое издание книги Боэтюо

Траги́ческие исто́рии (фр. histoires tragiques) — жанр французской литературы XVI—XVII веков, новеллистика в стиле нуар эпохи барокко.
Основоположником жанра был Пьер Боэтюо (Boaistuau), издавший свой перевод нескольких новелл Маттео Банделло под названием «Трагические истории» (1559). В 1570 году его последователь Франсуа де Бельфоре (François de Belleforest) дополнил новое издание своими переводами. Из английского перевода «Трагических историй» заимствован сюжет «Гамлета» У. Шекспира.
Основные представители в конце XVI века — Верите Абан (Vérité Habanc), Бенинь Пуассено (Bénigne Poissenot), Александр Сильвэн (Alexandre Sylvain).
Наиболее важные писатели в XVII веке — Франсуа де Россе (François de Rosset) и Жан-Пьер Камю, черпавшие сюжеты из современной криминальной хроники.